# Земская почта Петрозаводского уезда
Земская почта Петрозаводского уезда Олонецкой губернии существовала с 1896 года.

## История почты
Петрозаводская уездная земская почта была открыта 01 января 1896 года. В её задачи входила доставка служебной и частной корреспонденции, которая отправлялась 2 раза в неделю из уездного центра в 7 волостных правлений. Оплата доставки частных почтовых отправлений производилась земскими почтовыми марками.

## Выпуски марок
В 1901 году была введена плата за доставку частных почтовых отправлений и начался выпуск собственных земских почтовых марок, которые печатались в Экспедиции Заготовления Государственных Бумаг. На марках был изображён герб Олонецкой губернии.
Пересылка простых писем оплачивалась маркой номиналом 3 копейки, денежных писем — 5 копеек, заказных писем и бандеролей — 10 копеек, посылок — 20 копеек. Кроме указанных номиналов также были выпущены марки номиналом 1, 2 и 15 копеек.
Последний выпуск земских почтовых марок Петрозаводского уезда был в 1916 году.
Всего было выпущено 7 видов марок (по каталогу Шмидта).

## Гашение марок
Марки гасились штемпелями круглой и овальной формы.